# Allium hooshidaryae
Allium hooshidaryae är en amaryllisväxtart som beskrevs av Mashayekhi, Zarre och Reinhard M. Fritsch. Allium hooshidaryae ingår i släktet lökar, och familjen amaryllisväxter.
Artens utbredningsområde är Iran. Inga underarter finns listade i Catalogue of Life.